# Xác suất có điều kiện
Xác suất biên duyên và Xác suất hợp được định hướng tới bài này.
Bài này định nghĩa một số thuật ngữ về phân bố xác suất của hai biến trở lên.
Xác suất có điều kiện (Conditional probability) là xác suất của một biến cố A nào đó, biết rằng một biến cố B khác xảy ra. Ký hiệu P(A|B), và đọc là "xác suất của A, biết B".
Xác suất hợp (Joint probability) là xác suất của hai biến cố cùng xảy ra. Xác suất hợp của A và B được ký hiệu {\displaystyle P(A\cap B)} hoặc {\displaystyle P(A,B).}
Xác suất biên (Marginal probability) là xác suất của một biến cố mà không quan tâm đến các biến cố khác. Xác suất biên được tính bằng cách lấy tổng (hoặc tổng quát hơn là tích phân) của xác suất hợp trên biến cố không cần đến. Việc này được gọi là biên hóa (marginalization). Xác suất biên của A được ký hiệu là P(A), còn xác suất biên của B được ký hiệu là P(B).
Trong các định nghĩa này, lưu ý rằng không cần có một quan hệ nhân quả hay thời gian giữa A và B. A có thể xảy ra trước B hoặc ngược lại, hoặc chúng có thể xảy ra cùng lúc. A có thể là nguyên nhân của B hoặc ngược lại, hoặc chúng không hề có quan hệ nhân quả nào.
Việc cập nhật các xác suất này để xét đến các thông tin (có thể mới) có thể được thực hiện qua Định lý Bayes.

## Độc lập thống kê
Hai biến cố A và B là độc lập thống kê khi và chỉ khi
{\displaystyle P(A\cap B)\ =\ P(A)P(B).}
Do đó, nếu A và B độc lập, thì xác suất hợp của chúng có thể được biểu diễn bởi tích của các xác suất của từng biến cố.
Tương đương, với hai biến cố độc lập A và B,
{\displaystyle P(A|B)\ =\ P(A)}
và
{\displaystyle P(B|A)\ =\ P(B).}
Nói cách khác, nếu A và B độc lập thì xác suất có điều kiện của A nếu biết B chỉ đơn giản là xác suất của riêng A. Cũng như vậy, xác suất có điều kiện của B nếu biết A chỉ đơn giản là xác suất của riêng B.

## Nhận xét khác
- Nếu {\displaystyle B} là một biến cố và {\displaystyle P(B)>0}, thì hàm {\displaystyle Q} được định nghĩa là {\displaystyle Q(A)=P(A|B)} với mọi biến cố {\displaystyle A} là một độ đo xác suất (probability measure).
- Nếu {\displaystyle P(B)=0}, thì {\displaystyle P(A|B)} không xác định.
- Có thể dùng cây quyết định để tính xác suất có điều kiện.